# النا استاسووا

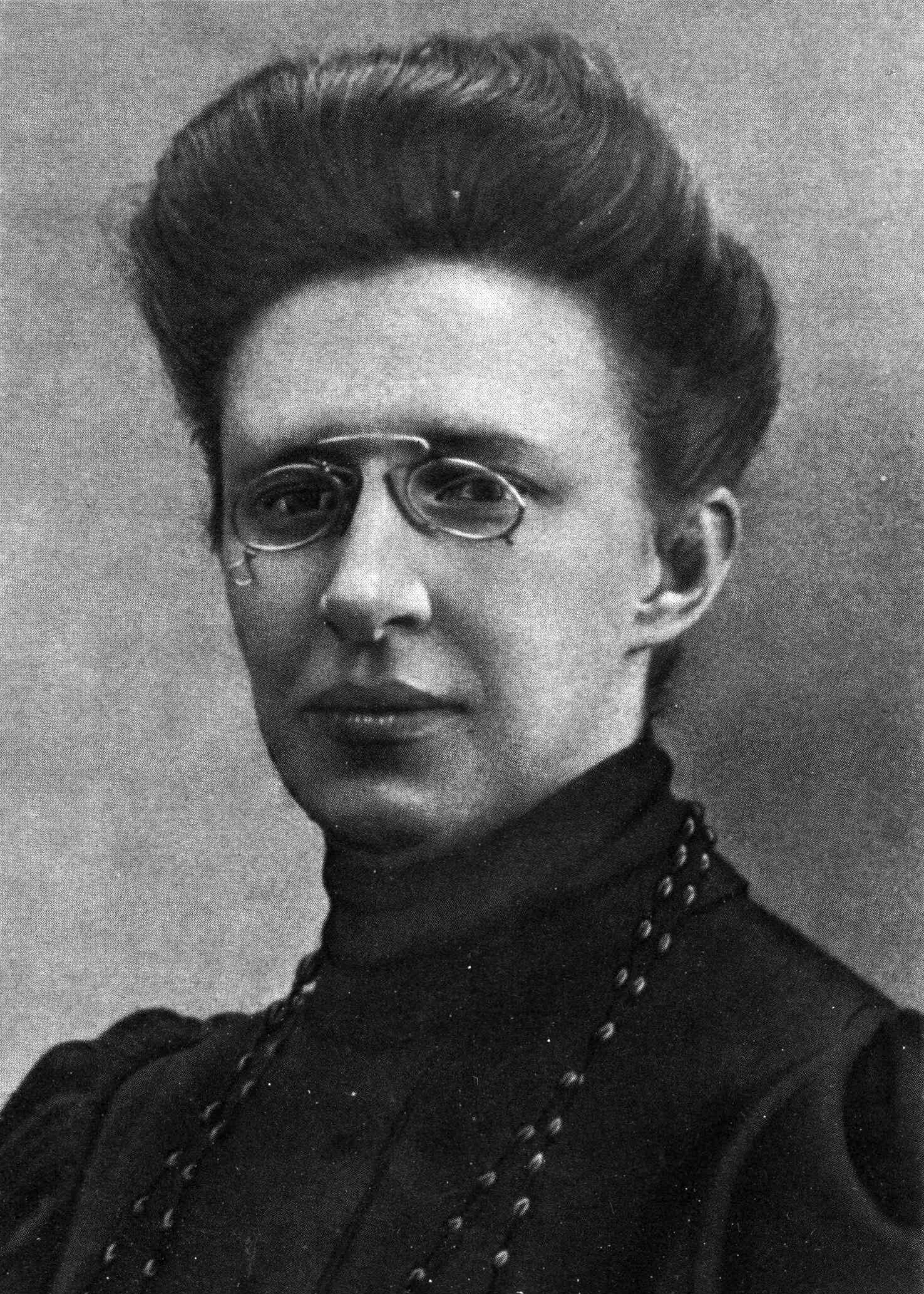
النا استاسووا c. ۱۹۰۷

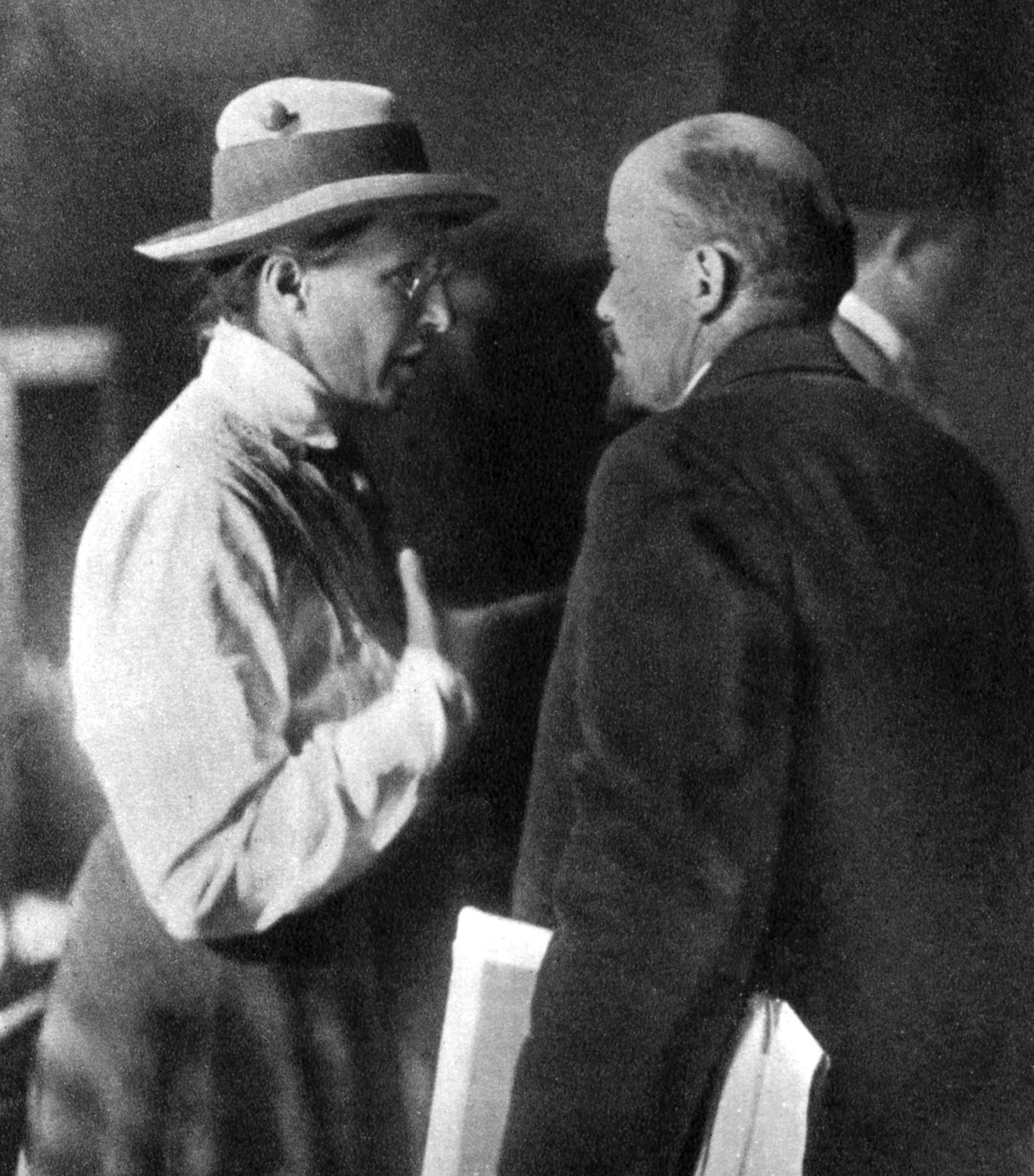
النا استاسووا (چپ) در کنار ولادیمیر لنین در دومین کمینترن در سال ۱۹۲۰

النا دیمیتریونا استاسووا (روسی: Елена Дмитриевна Стасова؛ ۱۵ اکتبر [سبک قدیمی: ۳ اکتبر] ۱۸۷۳ – ۳۱ دسامبر ۱۹۶۶) سیاستمدار اهل امپراتوری روسیه بود. او یک انقلابی روسی، بلشویک قدیمی و یکی از رهبران اولیه سازمانی بود که بعدها به حزب کمونیست اتحاد جماهیر شوروی تبدیل شد.
استاسووا در یک خانواده برجستهٔ اشرافی در سنت پترزبورگ به دنیا آمد. او در دوران جوانی به عنوان معلم کار می‌کرد و به تدریج به افکار و سیاست‌های انقلابی گرایش یافت. در سال ۱۸۹۸، او به حزب سوسیال دموکرات کارگری روسیه (RSDLP) پیوست که به تازگی تأسیس شده بود. پس از انشقاق ایدئولوژیک حزب در سال ۱۹۰۳، استاسووا به فراکسیون بلشویک‌های ولادیمیر لنین پیوست. او سپس به فعالیت‌های انقلابی خود در روسیه، سوئیس و فنلاند، علیرغم تهدیدهای مکرر به زندانی شدن و تبعید ادامه داد. در سال ۱۹۱۳، او به سیبری تبعید شد، اما درست قبل از انقلاب فوریه به سنت پترزبورگ بازگشت. او به عنوان دبیرکل، دبیر فنی، عضو اصلی و عضو علی‌البدل کمیته مرکزی منصوب شد، اما تا سال ۱۹۲۰ کاملاً از قدرت شوروی کنار گذاشته شد. پس از آن، استاسووا نماینده کمیته بین‌المللی کمینترن در آلمان بود تا سال ۱۹۲۷ که به روسیه بازگشت و در موقعیت رهبری در کمک بین‌المللی سرخ (MOPR) مشغول به کار شد. از سال ۱۹۳۸ تا ۱۹۴۶، او به عنوان ویراستار مجله «ادبیات بین‌المللی» فعالیت می‌کرد. استاسووا در سال ۱۹۶۶ در سن ۹۳ سالگی درگذشت.

## زندگی‌نامه

### سال‌های اولیه
النا استاسووا در سال ۱۸۷۳ در سنت پترزبورگ به دنیا آمد. او کوچک‌ترین فرزند از پنج فرزند در یک خانواده اشرافی برجسته بود. پدرش دیمیتری استاسوف، وکیل دولتی بود و عمه‌اش نادژدا استاسووا، فعال و کنشگر فمینیست مشهوری بود. او تا سن ۱۳ سالگی در خانه تحصیل کرد و سپس به مدرسه دخترانه خصوصی و معتبر تاگانسف رفت. استاسووا از بیداری سیاسی خود به این صورت یاد می‌کند که به درکی از این موضوع رسید که دیگران بودند که «امکان زندگی ما، به عنوان نخبگان جامعه را، به این شکل کنونی فراهم کرده‌اند.» در حدود سن ۲۰ سالگی، او تدریس در کلاس‌های شبانه و مدارس یکشنبه در لیگوو را آغاز کرد که او را به فعالیت‌های سیاسی زنان، از جمله نادژدا کروپسکایا همسر آینده ولادیمیر لنین مرتبط ساخت. او در زمان تأسیس حزب سوسیال دموکرات کارگری روسیه (RSDLP) در سال ۱۸۹۸ به این حزب پیوست و مهم‌ترین مشارکت او در آن زمان، استفاده از خانه والدینش برای نگهداری مقالات و کتاب‌های سوسیالیستی غیرقانونی بود.

### خانواده
پدربزرگ النا استاسووا، واسیلی استاسوف، معمار امپراتورهای روسیه الکساندر اول و نیکلای یکم بود. دایی‌اش، ولادیمیر استاسوف، منتقد هنری معروفی بود. پدرش، دیمیتری استاسوف (۱۸۲۸–۱۹۱۸)، برجسته‌ترین وکیل لیبرال روسیه در نسل خود بود. پدرش در دوران جوانی حرفه‌ای آینده‌دار در دیوان عالی داشت و به عنوان افسر جلودار در مراسم تاج‌گذاری الکساندر دوم، امپراتور روسیه حضور داشت، اما پس از بازداشت در یک تظاهرات دانشجویی، برای همیشه از خدمت دولتی محروم شد. او سپس به وکالت خصوصی پرداخت و در محاکمات سیاسی متعددی از جمله محاکمه دیمیتری کاراکوزوف، اولین دانشجوی انقلابی که تلاش کرد الکساندر دوم را ترور کند، «محاکمه ۵۰» که نخستین محاکمه سیاسی عمومی در روسیه بود، و همچنین در بزرگ‌ترین محاکمه سیاسی روسیه موسوم به «محاکمه ۱۹۳» وکیل مدافع بود. او در سال ۱۸۸۰ به دستور تزار بازداشت و برای مدتی از سن پترزبورگ اخراج شد. بعدها، او رئیس شورای وکلای روسیه شد. دیمیتری استاسوف همچنین پیانیست ماهری بود و با آنتون روبینشتاین کنسرواتوار سن پترزبورگ را تأسیس کرد. عمه النا، نادژدا استاسووا، فمینیست معروفی بود و خواهر بزرگترش، واروارا کمارووا-استاسووا هم نویسنده بود.

### زندگی سیاسی
پس از انقلاب فوریه ۱۹۱۷، استاسووا به عنوان دبیر فنی کمیته مرکزی حزب بلشویک منصوب شد — سمتی که او آن را تا انقلاب اکتبر حفظ کرد و در نهایت در مارس ۱۹۲۰ از آن کناره‌گیری کرد. او همچنین توسط کنگره ششم حزب کمونیست روسیه در سال ۱۹۱۷ به عنوان عضو علی‌البدل کمیته مرکزی بلشویک‌ها منصوب شد و تنها زن انتخاب‌شده به عضویت کامل کمیته مرکزی در کنگره هفتم در ۱۹۱۸ و کنگره هشتم در ۱۹۱۹ بود. با این حال، کنگره نهم در ۱۹۲۰ او را هم از کمیته مرکزی و هم از دبیرخانه حزب حذف کرد.
پس از کنار گذاشته شدن از کمیته مرکزی، استاسووا برای سازمان حزبی پتروگراد کار کرد و در آنجا به دستگاه کمینترن پیوست. او در ماه مه ۱۹۲۱ به عنوان نماینده کمینترن در حزب کمونیست آلمان (۱۹۱۸) (KPD) منصوب شد. او از نام مستعار «هرتا» استفاده می‌کرد و تا سال ۱۹۲۶ در آلمان ماند، و در آن کشور نقشی برجسته در شعبه آلمانی سازمان کمک بین‌المللی سرخ (MOPR) به نام «دی روته هیلفه» ایفا کرد.
استاسووا در فوریه ۱۹۲۶ به اتحاد جماهیر شوروی بازگشت. در سال بعد، او به عنوان معاون رئیس سازمان کمک بین‌المللی سرخ و رئیس کمیته مرکزی سازمان کمک بین‌المللی سرخ در شوروی منصوب شد و این سمت‌ها را تا سال ۱۹۳۷ حفظ کرد.
استاسووا از سال ۱۹۳۰ تا ۱۹۳۴ به عنوان عضو کمیسیون کنترل مرکزی حزب کمونیست روسیه خدمت کرد، و در سال ۱۹۳۵ کنگره هفتم جهانی کومینترن او را به عنوان عضو کمیسیون کنترل بین‌المللی منصوب کرد.
برخلاف بسیاری از «بلشویک‌های قدیمی» دیگر، استاسووا در دوران پاکسازی بزرگ و ترس جنون‌آمیز از جاسوسی که در اواخر دهه ۱۹۳۰، شوروی را فرا گرفت، دستگیر نشد، اگرچه در نوامبر ۱۹۳۷، ژوزف استالین به رئیس کمینترن گئورگی دیمیتروف گفت که استاسووا «تفاله» است و «احتمالاً» دستگیر خواهد شد. او پنج روز بعد، در ۱۶ نوامبر ۱۹۳۷ از سمت خود در سازمان کمک بین‌المللی سرخ برکنار شد. به‌طور غیرمعمول، او تا زمانی که کمینترن در سال ۱۹۴۳ منحل شد، جایگاه خود را در کمیسیون کنترل بین‌المللی حفظ کرد و در سال ۱۹۳۸ به عنوان ویراستار مجله «ادبیات بین‌المللی» دوباره استخدام شد. استاسووا این نقش را تا سال ۱۹۴۶ حفظ کرد تا زمانی که از کار بازنشسته شد.
در سال ۱۹۴۸، او به دلیل گفته‌هایش در یک سخنرانی عمومی که «لنین با تمام رفقا به‌طور یکسان رفتار می‌کرد و حتی بوخارین را 'بوخارچیک' می‌نامید» مورد «توبیخ شدید» قرار گرفت — ده سال قبل از آن، بوخارین به خیانت اعتراف کرده بود. او بعدها نوشت که این کلمات «سهواً از دهانش بیرون آمده» و اینکه این «یک اشتباه سیاسی بزرگ» از طرف او بود.

## درگذشت و میراث
پس از مرگ استالین، النا استاسووا آخرین «بلشویک قدیمی» بود که در دوران انقلاب ۱۹۱۷ در کمیته مرکزی خدمت کرده بود و زنده مانده بود. او پس از بازنشستگی بسیار کم در مجامع عمومی ظاهر شد، اما در سال ۱۹۶۱ یکی از چهار بلشویک قدیمی بود که در نامه‌ای به «کنگره ۲۲ حزب کمونیست اتحاد جماهیر شوروی» برای اعادهٔ حیثیت از نیکلای بوخارین پس از مرگش درخواستی امضا کرد.
یک مدرسه شبانه‌روزی برای خارجی‌ها در ایوانووا در روسیه به نام «مدرسه شبانه‌روزی بین‌المللی ایوانووا» («اینترسوم») که در سال ۱۹۳۳ توسط سازمان کمک بین‌المللی سرخ تأسیس شده بود، به نام النا استاسووا نام‌گذاری شد.
استاسووا در ۳۱ دسامبر ۱۹۶۶ در مسکو درگذشت و خاکستر او یک خمره در آرامگاه دیوار کرملین قرار گرفت.

## برای مطالعۀ بیشتر
- Barbara Evan Clements, Bolshevik Women, New York: Cambridge University Press, 1997